# Neau Water
Neau Water is een merk van lege flesjes, die tussen 2003 en 2008 verkrijgbaar waren in Nederland. De flesjes moesten worden gevuld met kraanwater. De opbrengst van de waterflesjes ging naar het goede doel. Met de flesjes werden mensen bewustgemaakt van de kwaliteit van het kraanwater in Nederland en het wereldwijde drinkwatertekort. 
Neau was een merkconcept dat werd ontwikkeld door branding agency Vandejong Amsterdam. Het bureau vroeg zich in 2003 af hoe het komt dat er in Nederland zo veel flesjes bronwater worden verkocht, terwijl het kraanwater zo goed te drinken is. Vandejong besloot kraanwater een gezicht te geven: Neau. Het idee was dat water met een merknaam en beeld meer cachet heeft dan anoniem water uit de kraan.  
De actie was eenmalig. Nadat Vandejong zijn statement had gemaakt, is het gestopt met productie van de flesjes. Er zijn in totaal zo’n 30.000 flesjes verkocht. 

## Het goede doel
De flesjes kostten 1,80 euro. In plaats van water zat er een opgerolde flyer in, waarop de positie van Neau werd uitgelegd. Door water van Neau te drinken, steunde je direct een drinkwaterproject. De gehele opbrengst, na aftrek van de kosten, ging naar goede doelen: charitatieve instellingen die het alleen aan watergerelateerde projecten mochten besteden. Een voorbeeld hiervan waren de drinkwaterprojecten van Plan Nederland. Daarnaast werd een deel van de opbrengst besteed aan verzorgen van informatie en het organiseren van bewustwordingscampagnes, projecten op scholen en dergelijke. 